# Olympische Sommerspiele 1960/Teilnehmer (Niederlande)
| Gelbes Symbol für Goldmedaillen mit stilisierten Olympischen Ringen | Graues Symbol für Silbermedaillen mit stilisierten Olympischen Ringen | Braundes Symbol für Bronzemedaillen mit stilisierten Olympischen Ringen |
| ------------------------------------------------------------------- | --------------------------------------------------------------------- | ----------------------------------------------------------------------- |
| —                                                                   | 1                                                                     | 2                                                                       |

Die Niederlande nahmen an den Olympischen Sommerspielen 1960 in Rom mit einer Delegation von 110 Athleten (80 Männer und 30 Frauen) an 54 Wettkämpfen in dreizehn Sportarten teil. Fahnenträger bei der Eröffnungsfeier war der Hockeyspieler Jan Willem van Erven Dorens.

## Teilnehmer nach Sportarten

### Boxen
- Jan de Rooij
- Wim Gerlach
- Bas van Duivenbode

### Fechten
| Männer - Max Dwinger | Frauen - Elly Botbijl - Nina Kleijweg - Leni Kokkes-Hanepen - Danny van Rossem |

### Hockey
- 9. Platz
- Patrick Buteux van der Kamp
- Wim de Beer
- Egbert de Graeff
- Gerrit de Ruiter
- Carel Dekker
- Frans Fiolet
- Freddie Hooghiemstra
- Jaap Leemhuis
- Gerard Overdijkink
- Theo Terlingen
- Thomas van Dijck
- Jan Willem van Erven Dorens
- Jan van Gooswilligen
- Theo van Vroonhoven
- Hans Wagener
- Eddie Zwier

### Kanu
- Antonius Geurts
- Ruud Knuppe
- Cees Lagrand
- Chick Weijzen

### Leichtathletik
| Männer - Eef Kamerbeek - Cornelis Koch - Frans Künen - Herman Timme - Henk Visser | Frauen - Joke Bijleveld - Diny Hobers - Gerda Kraan - Ine ter Laak-Spijk - Nel Zwier |

### Radsport
- Aad de Graaf
- Mees Gerritsen
- Jan Hugens
- Jan Janssen
- René Lotz
- Henk Nijdam
- Theo Nikkessen
- Jaap Oudkerk
- Rinus Paul
- Ab Sluis
- Piet van der Lans
- Piet van der Touw
- Lex van Kreuningen

### Ringen
- Loek Alflen
- Leo Piek
- Ab Rosbag

### Rudern
- Peter Bakker
- Steven Blaisse
- Jan Justus Bos
- Toon de Ruiter
- Marius Klumperbeek
- Frank Moerman
- Lex Redelé
- Ko Rentmeester
- Ype Stelma
- Maarten van Dis
- Ernst Veenemans
- Henk Wamsteker
- Arnold Wientjes

### Schwimmen
| Männer - Jan Bouwman - Jan Jiskoot - Gerrit Korteweg - Ron Kroon - Wieger Mensonides Bronze 200 m Brust - Bertus Sitters | Frauen - Ada den Haan - Rini Dobber - Marianne Heemskerk Silber 100 m Schmetterling - Gretta Kok - Tineke Lagerberg Bronze 400 m Freistil - Sieta Posthumus - Corrie Schimmel - Erica Terpstra - Jopie Troost - Hennie van der Velde - Cockie van Engelsdorp Gastelaars - Ria van Velsen - Atie Voorbij |

### Segeln
- Biem Dudok van Heel
- Jaap Helder
- Gerard Lautenschutz
- Hans Sleeswijk
- Jacq van den Berg
- Wim van Duyl
- Ben Verhagen

### Turnen
Frauen
- Nel Fritz
- Lineke Majolee
- Ria Meyburg
- Bep van Ipenburg-Drommel
- Ria van Velsen
- Nel Wambach

### Wasserball
- 8. Platz
- Henk Hermsen
- Ben Kniest
- Harry Lamme
- Bram Leenards
- Hans Muller
- Harro Ran
- Fred van der Zwan
- Fred van Dorp
- Harry Vriend

### Wasserspringen
Frauen
- Thea du Pon
- Greetje Lugthart